# Assassinio made in Italy
Assassinio made in Italy è un film del 1965 diretto da Silvio Amadio. Il film è conosciuto in Italia anche con il titolo Il segreto del vestito rosso.
È un thriller italiano con Hugh O'Brian, Cyd Charisse e Eleonora Rossi Drago.

## Produzione
Il film, diretto da Silvio Amadio su una sceneggiatura e un soggetto dello stesso Amadio e di Giovanni Simonelli, fu prodotto da Aldo Pomilia per la Apo Film, la Midega Film e la Dicifrance e girato a Madrid e a Roma.

## Distribuzione
Il film fu distribuito in Italia nel 1965 al cinema. È stato distribuito anche in Spagna con il titolo El secreto de Bill North e negli Stati Uniti con il titolo Assassination in Rome.